# Rue Leconte-de-Lisle
La rue Leconte-de-Lisle est une voie du 16e arrondissement de Paris, en France.

## Situation et accès
Prolongeant la rue de Rémusat, longue de 240 mètres, elle débute au 60, avenue Théophile-Gautier et se termine au 8, rue Pierre-Guérin. Elle est à sens unique sans double-sens cyclable de l'est vers l'ouest.

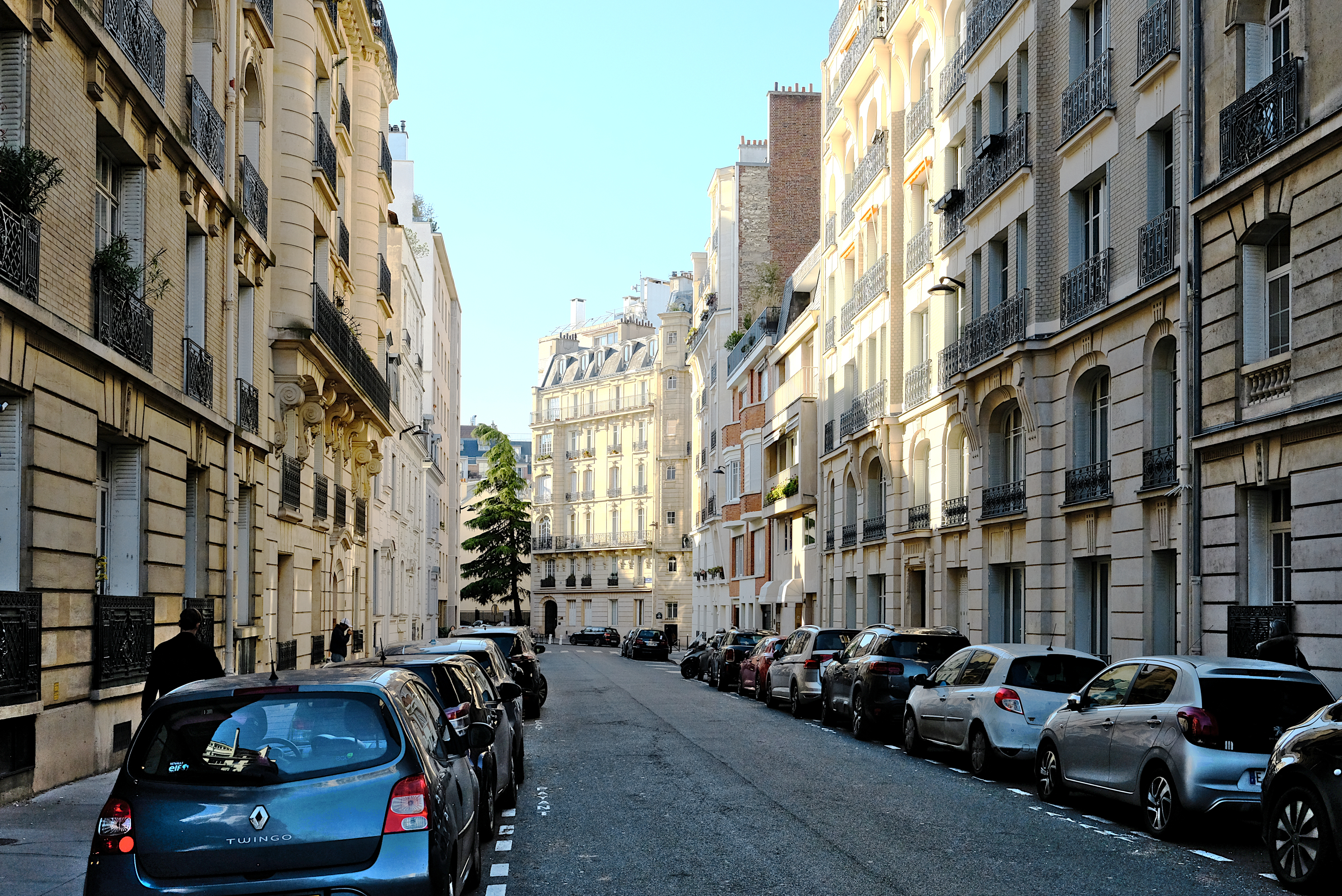
La rue vue depuis l'avenue Théophile-Gautier.
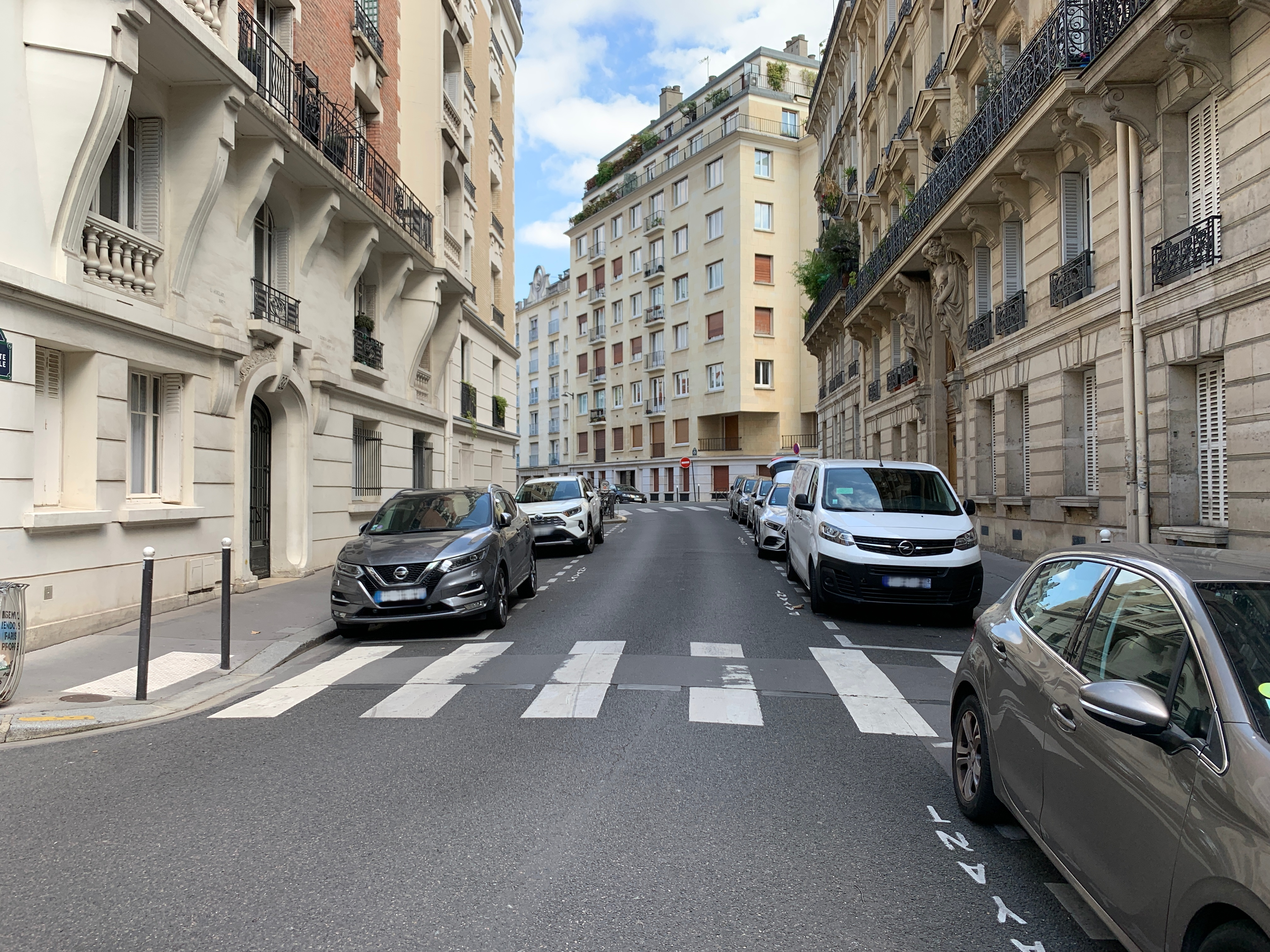
Autre vue de la rue.

Le quartier est desservi par les lignes 9 et 10 à la station de métro Michel-Ange - Auteuil.

## Origine du nom

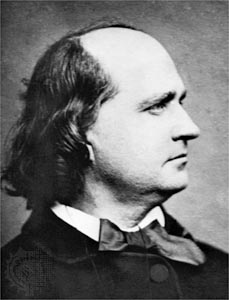
Leconte de lisle.

Elle est nommée en l'honneur du poète français Leconte de Lisle (1818-1894).

## Historique
Cette voie est percée en 1895, entre la rue des Perchamps et l'avenue Théophile-Gautier par le marquis de Casa-Riera sur les jardins de l'hôtel Puscher, dont l'entrée est située au 16, rue d'Auteuil, qui s'étendaient jusqu'aux actuelles avenues Théophile-Gautier et George-Sand. Cette partie prend sa dénomination actuelle par arrêtés des 10 mars et 28 juillet 1896.

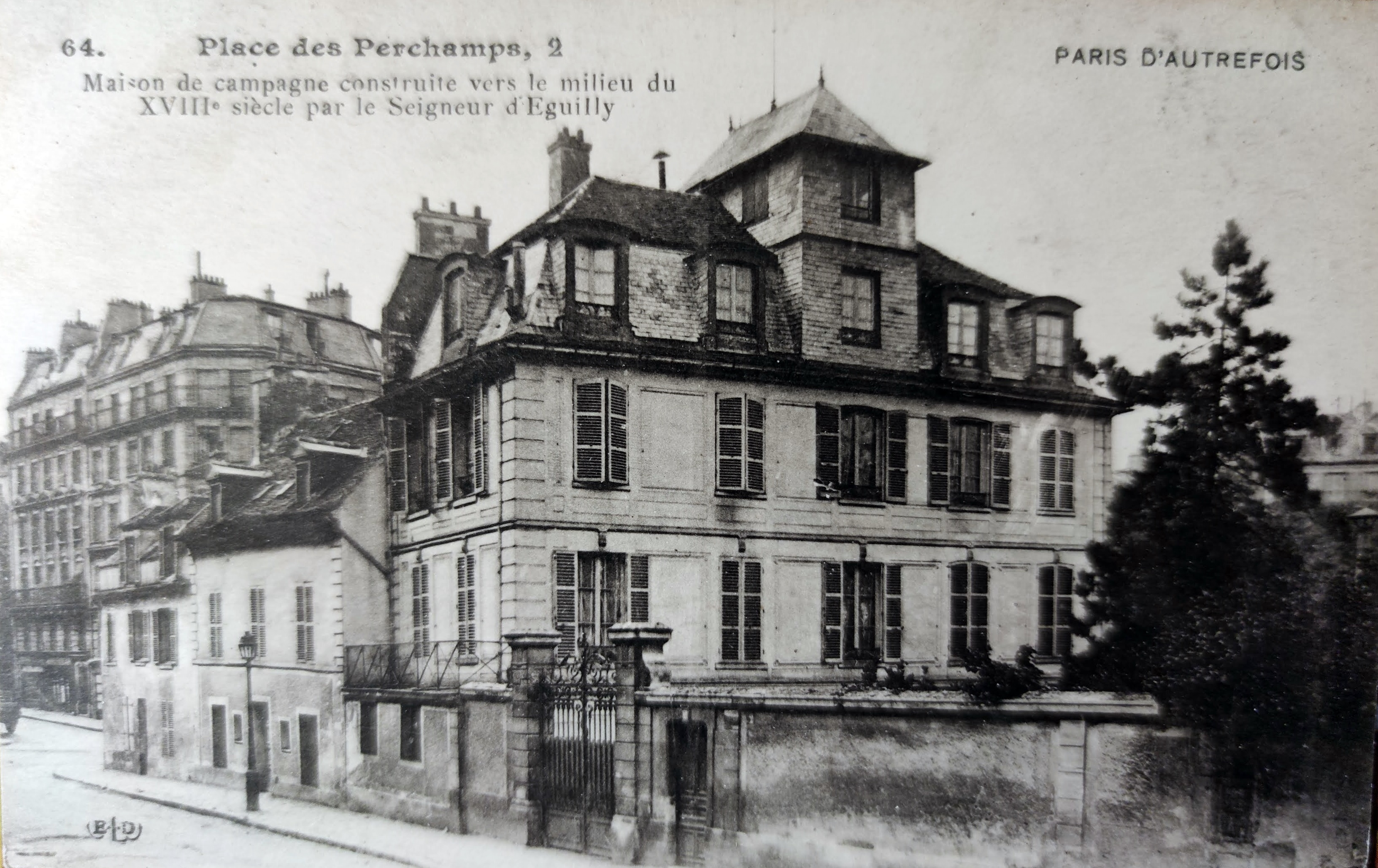
2, place des Perchamps : maison de campagne du XVIIIe siècle.

La partie comprise entre les actuelles rues des Perchamps et Pierre-Guérin était une voie de l'ancienne commune d'Auteuil appelée « place des Perchamps » qui fut classée dans la voirie parisienne en vertu d'un décret du 23 mai 1863.
Par un arrêté du 13 avril 1927, l'ensemble est réuni sous la dénomination de « rue Leconte-de-Lisle ».

## Bâtiments remarquables et lieux de mémoire

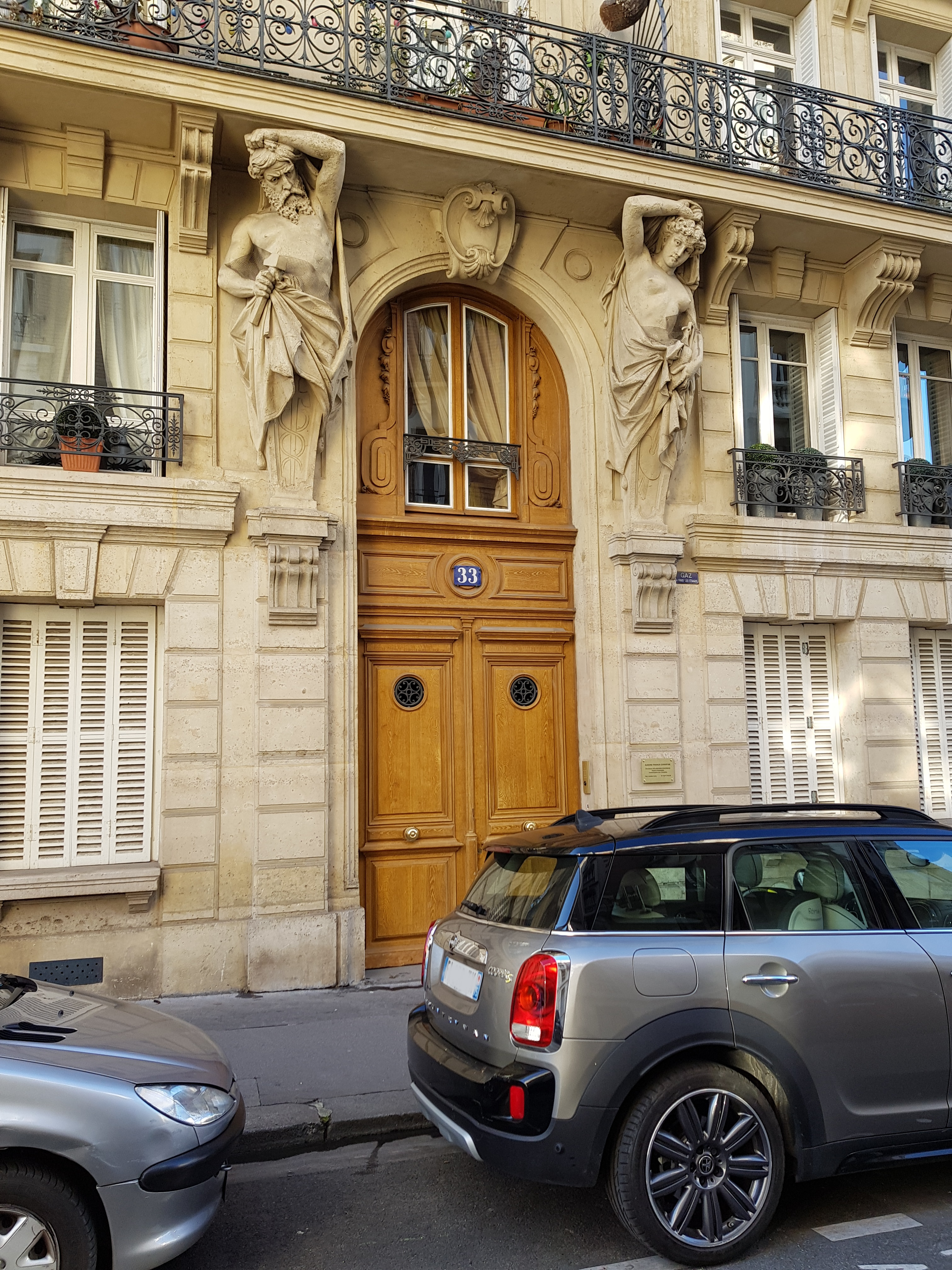
Entrée du no 33.

- Le bâtiment de l'hôtel Puscher abrite l’école Saint-Jean-de-Passy (petites sections).
- No 3 : Hector Riviérez (1913-2003), homme politique, a habité à cette adresse.
- No 7 : en 1948, la chanteuse Édith Piaf et le boxeur Marcel Cerdan habitent à cette adresse[1],[2],[3].
- Nos 8 à 10 : maisons conçues par les architectes Pol Abraham et Paul Sinoir en 1924-1925[4], dites hôtel Marette[5].
- Nos 17 à 23 : groupe de maisons édifiées par l’architecte Adolphe Thiers en 1923-1925[4].
- No 27 : une partie de la rançon de l'affaire Éric Peugeot a été retrouvée dans un garage (l'immeuble actuel n'existait pas).
- No 33 : atlante et cariatide encadrent l'entrée de l'immeuble.